# Mattia De Sciglio
Mattia De Sciglio (tiếng Ý: [matˈtiːa de(ʃ)ˈʃiʎʎo]; sinh ngày 20 tháng 10 năm 1992) là một cầu thủ bóng đá chuyên nghiệp người Ý thi đấu ở vị trí hậu vệ cánh cho câu lạc bộ Juventus và đội tuyển quốc gia Ý.
De Sciglio bắt đầu sự nghiệp chuyên nghiệp trong màu áo Milan vào năm 2011 và sau đó trở thành trụ cột của đội bóng này. Dù thuận chân phải nhưng De Sciglio có khả năng thi đấu tốt ở cả hai bên cánh. Cùng Milan, anh giành được 2 chức vô địch Siêu cúp bóng đá Ý. Anh gia nhập Juventus vào năm 2017, giành được cú đúp quốc nội trong mùa giải đầu tiên với câu lạc bộ, sau đó là hai chức vô địch Serie A liên tiếp và một siêu cúp Ý.
Ở cấp độ quốc tế, De Sciglio có trận ra mắt đội tuyển quốc gia vào tháng 3 năm 2013 và đã cùng đội tuyển Ý tham dự Cúp Liên đoàn các châu lục 2013, World Cup 2014, Euro 2016.

## Sự nghiệp cấp câu lạc bộ

### Khởi nghiệp
Sinh ra và lớn lên tại Milan, De Sciglio bắt đầu tập luyện bóng đá từ bé tại học viện bóng đá trẻ Santa Chiara e San Francesco, trước khi chuyển tới thi đấu cho câu lạc bộ nghiệp dư Cimiano năm 2001.

### Milan

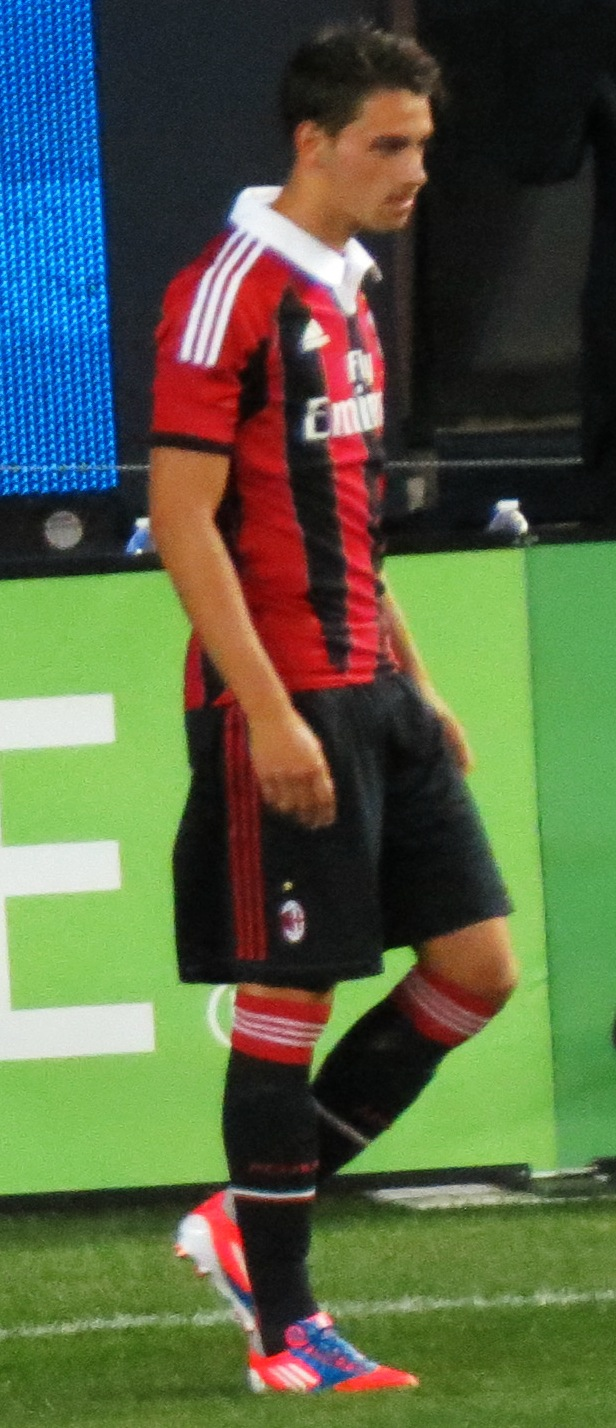
De Sciglio trong màu áo Milan.

De Sciglio gia nhập lò đào tạo trẻ của Milan vào năm 10 tuổi và trải qua 9 mùa giải tại đây. Năm 2010, De Sciglio cùng đội U-20 Milan vô địch Cúp quốc gia Ý dành cho lứa tuổi U-20, danh hiệu đầu tiên tại giải đấu này mà đội trẻ câu lạc bộ giành được sau 25 năm.

##### Mùa giải 2011–12
Vào giai đoạn đầu mùa giải 2011–12, sự nổi bật của De Sciglio trong màu áo đội trẻ giúp anh được huấn luyện viên của Milan khi đó là Massimiliano Allegri để mắt và đôn lên đội một. Trận đấu ra mắt của De Sciglio tới vào ngày 28 tháng 9 năm 2011 khi anh vào sân thay người trong trận thắng 2–0 của Milan trước Viktoria Plzeň tại UEFA Champions League. Trận đấu thứ hai của De Sciglio cũng là lần đầu tiên anh được đá chính tới vào ngày 6 tháng 12 năm 2011 và vẫn là gặp Viktoria Plzeň tại Champions League. Bốn tháng sau, De Sciglio mới có trận đấu đầu tiên tại Serie A khi được xếp đá chính trong chiến thắng 1–0 trước Chievo.. De Sciglio có trận derby thành Milan đầu tiên với đối thủ truyền kiếp Inter Milan vào ngày 6 tháng 5 khi anh vào sân thay cho Daniele Bonera bị chấn thương.

#### Mùa giải 2012–13
Mùa giải thứ hai cho đội một, De Sciglio được trao chiếc áo số 2, đây là số áo đã từng được những cầu thủ vĩ đại như Mauro Tassotti và Cafu mặc và anh hi vọng mình có thể "tiếp bước và đạt tới trình độ của các đàn anh". De Sciglio đã có một mùa giải ấn tượng với những màn trình diễn thuyết phục giúp anh trở thành trụ cột và thường xuyên có tên ở đội hình xuất phát của Milan. Kết thúc mùa giải, De Sciglio thi đấu tổng cộng 33 trận và có 3 đường kiến tạo, thi đấu ở cả hai bên cánh và đều thể hiện phong độ ấn tượng.

#### Mùa giải 2013–14
Mùa giải 2013–14 là một mùa giải thất vọng đối với De Sciglio. Anh bỏ lỡ tổng cộng 20 trận đấu do các chấn thương khác nhau khiến anh chỉ có 21 lần ra sân trên mọi đấu trường. Ngày 18 tháng 5, De Sciglio được tung vào sân trong trận đấu Milan gặp Sassuolo. De Sciglio đã bình phục kịp thời để cùng đội tuyển quốc gia Ý tham dự World Cup 2014.

#### Mùa giải 2014–15
Những chấn thương dai dẳng tiếp tục đeo bám De Sciglio khiến anh chỉ có 18 trận đấu cho Milan trong mùa giải 2014–15, đồng thời anh cũng đánh mất vị trí của mình vào tay Ignazio Abate. Giai đoạn cuối mùa, De Sciglio dần lấy lại đựoc niềm tin của huấn luyện viên Milan là Pippo Inzaghi và được đá chính thường xuyên hơn. Tuy vậy, De Sciglio bắt đầu nhận những chỉ trích về sự thiếu kỷ luật trong thi đấu, nhất là sau trận thua Napoli 0–3 vào ngày 3 tháng 5, khi anh đã phạm lỗi dẫn tới một quả phạt đền ngay trong phút thi đấu đầu tiên và nhận thẻ đỏ ngay sau đó.

#### Mùa giải 2015–16
Huấn luyện mới của Milan là Siniša Mihajlović đã giúp De Sciglio đá chính thường xuyên hơn ở vị trí hậu vệ cánh phải. Ngày 6 tháng 3 năm 2016, De Sciglio có lần thứ 100 khoác áo Milan và được đeo băng đội trưởng trong trận đấu đặc biệt này, tuy vậy đây lại là một kỷ niệm buồn với cá nhân anh khi Milan để thua Sassuolo 0–2 và mất dần hi vọng dự cúp châu Âu vào tay chính đối thủ này.
Phong độ không thật ổn định của De Sciglio trong máu áo Milan khiến rộ lên nhiều tin đồn anh sẽ rời Milan để chuyển tới Juventus hoặc Napoli. Tuy vậy, sau khi chứng kiến phong độ ấn tượng của De Sciglio tại Euro 2016, Milan đã từ chối lời đề nghị trị giá 15 triệu € từ Napoli.

#### Mùa giải 2016–17
Dưới thời tân huấn luyện viên Vincenzo Montella, De Sciglio hầu như được đá chính mọi trận đấu, chủ yếu ở vị trí hậu vệ trái. Ngày 23 tháng 12 năm 2016, anh đá chính ở trận đấu với Juventus tại trận tranh Siêu cúp Ý, trận đấu mà Milan đã giành chiến thắng 4–3 ở loạt sút luân lưu. Đây cũng là danh hiệu thứ 2 của De Sciglio cùng Milan sau chức vô địch Siêu cúp năm 2011.

### Juventus

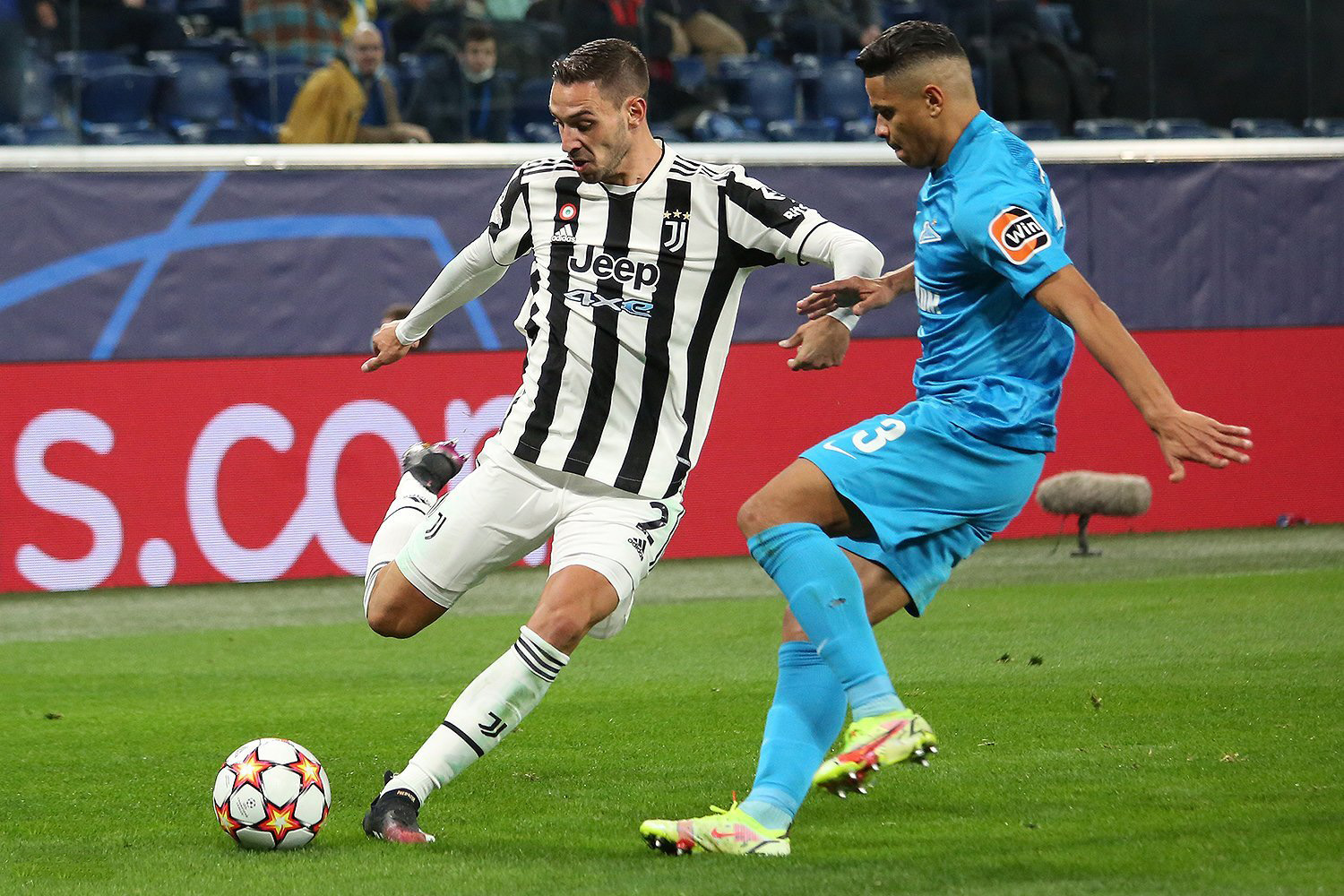
De Sciglio (trái) trong màu áo Juventus năm 2021

Ngày 20 tháng 7 năm 2017, De Sciglio rời Milan để gia nhập Juventus với giá chuyển nhượng 12 triệu € cùng bản hợp đồng 5 năm. Ngày 13 tháng 8, anh có trận ra mắt câu lạc bộ khi  vào sân thay người trong trận thua 2–3 Lazio tại Siêu cúp Ý 2017. Ngày 26 tháng 11, De Sciglio ghi được bàn thắng đầu tiên trong sự nghiệp trong chiến thắng 3–0 Crotone trên sân nhà. Sau những mùa giải vật lộn tại Milan, phong độ của De Sciglio đã cải thiện đáng kể sau khi chuyển đến Juventus. Với những màn trình diễn ổn định ở hàng phòng ngự giúp anh nhận được khen ngợi trong giới truyền thông.
De Sciglio đã bỏ lỡ nửa đầu của mùa giải 2018–19 sau khi dính chấn thương trong giai đoạn tiền mùa giải. Anh trở lại vào ngày 27 tháng 10 năm 2018, trong trận thắng Empoli 2–1 tại Serie A.
Ngày 9 tháng 1 năm 2022, De Sciglio ghi bàn thắng quyết định trong chiến thắng 4–3 trước Roma, đây là bàn thắng thứ hai trong sự nghiệp của anh.

#### Lyon (mượn)
Ngày 5 tháng 10 năm 2020, De Sciglio đã gia nhập câu lạc bộ Lyon của Pháp với bản hợp đồng cho mượn một năm.

## Sự nghiệp quốc tế
Ở cấp độ đội tuyển trẻ, De Sciglio có 8 lần khoác áo đội U-19 , 6 lần khoác áo đội U-20 và 5 lần ra sân cho đội U-21 quốc gia Ý .
4 tháng sau lần đầu thi đấu cho đội U-21, De Sciglio được huấn luyện viên Cesare Prandelli triệu tập lần đầu lên đội tuyển quốc gia chuẩn bị cho trận giao hữu với đội tuyển Anh vào tháng 8 năm 2012 . Tuy vậy trong lần triệu tập này anh chỉ ngồi dự bị và chưa được sử dụng. Trận đấu đầu tiên của anh trong màu áo đội tuyển quốc gia tới vào tháng 3 năm 2013 trong trận giao hữu hòa 2-2 với Brazil .
Cũng trong năm 2013, phong độ xuất sắc của De Sciglio giúp anh được lựa chọn vào danh sách đội tuyển Ý tham dự giải đấu lớn đầu tiên là Fifa Confederations Cup 2013 tại Brazil. Tại giải đấu này De Sciglio thi đấu 4 trên 5 trận đấu của đội tuyển, bao gồm cả trận tranh hạng 3 với Uruguay, Italia thắng sau loạt penalty và giành huy chương đồng.
Xuất hiện đều đặn trong chiến dịch vòng loại World Cup 2014, De Sciglio tiếp tục được Prandelli lựa chọn vào danh sách đội tuyển Ý tham dự World Cup 2014. De Sciglio thi đấu đủ 3 trận vòng bảng nhưng Italia bị loại sớm sau 2 trận thua thất vọng trước Costa Rica và Uruguay.
Dưới thời Antonio Conte, De Sciglio tiếp tục được tin tưởng trong màu áo đội tuyển quốc gia và được triệu tập vào đội hình tham dự Euro 2016 . Dù hai trận đầu chỉ ngồi dự bị, phong độ xuất sắc của De Sciglio trong 2 trận đấu với Cộng hòa Ireland và Tây Ban Nha giúp anh nhận được nhiều lời khen ngợi từ giới chuyên môn và người hâm mộ . De Sciglio đá chính trong trận tứ kết gặp Đức, sút thành công lượt đá 11m của mình nhưng Italia vẫn thất bại chung cuộc 5-6 và bị loại.

## Phong cách thi đấu
De Sciglio thuận chân phải và khởi nghiệp tại vị trí hậu vệ cánh phải, tuy vậy anh cũng có khả năng thi đấu tốt bên hành lang đối diện nhờ khả năng sử dụng chân trái tốt . Cựu cầu thủ Milan Alberigo Evani, đồng thời là huấn luyện viên của De Siglio trong mùa giải 2007-2008 mô tả anh là "một cầu thủ có nhanh nhẹn và có kỹ thuật tốt", đồng thời là "một cầu thủ linh hoạt và rất có triển vọng" . Cùng với cầu thủ đồng lứa Davide Santon, màn trình diễn tốt của De Sciglio trong màu áo Milan và đội tuyển Ý giúp anh được nhiều chuyên gia, huấn luyện viên và đồng nghiệp đánh giá là truyền nhân của huyền thoại Paolo Maldini , đồng thời so sánh với một hậu vệ cánh lừng danh khác của Milan là Mauro Tassotti . Những huấn luyện viên của De Sciglio cũng đánh giá cao sự chững chạc, bền bỉ và tập trung của anh cả trong phòng ngự cũng như tấn công .

## Thống kê sự nghiệp

### Câu lạc bộ
Tính đến 26 tháng 5 năm 2019
| Câu lạc bộ          | Mùa giải            | Giải vô địch quốc gia | Giải vô địch quốc gia | Giải vô địch quốc gia | Coppa Italia | Coppa Italia | Cúp châu Âu | Cúp châu Âu | Giải đấu khác | Giải đấu khác | Tổng | Tổng |
| Câu lạc bộ          | Mùa giải            | Giải đấu              | Trận                  | Bàn                   | Trận         | Bàn          | Trận        | Bàn         | Trận          | Bàn           | Trận | Bàn  |
| ------------------- | ------------------- | --------------------- | --------------------- | --------------------- | ------------ | ------------ | ----------- | ----------- | ------------- | ------------- | ---- | ---- |
| Milan               | 2011–12             | Serie A               | 3                     | 0                     | 0            | 0            | 2           | 0           | 0             | 0             | 5    | 0    |
| Milan               | 2012–13             | Serie A               | 27                    | 0                     | 1            | 0            | 5           | 0           | —             | —             | 33   | 0    |
| Milan               | 2013–14             | Serie A               | 16                    | 0                     | 2            | 0            | 3           | 0           | —             | —             | 21   | 0    |
| Milan               | 2014–15             | Serie A               | 17                    | 0                     | 1            | 0            | —           | —           | —             | —             | 18   | 0    |
| Milan               | 2015–16             | Serie A               | 22                    | 0                     | 7            | 0            | —           | —           | —             | —             | 29   | 0    |
| Milan               | 2016–17             | Serie A               | 25                    | 0                     | 1            | 0            | —           | —           | 1             | 0             | 27   | 0    |
| Milan               | Tổng cộng           | Tổng cộng             | 110                   | 0                     | 12           | 0            | 10          | 0           | 1             | 0             | 133  | 0    |
| Juventus            | 2017–18             | Serie A               | 12                    | 1                     | 1            | 0            | 6           | 0           | 1             | 0             | 20   | 1    |
| Juventus            | 2018–19             | Serie A               | 21                    | 0                     | 2            | 0            | 4           | 0           | 0             | 0             | 27   | 0    |
| Juventus            | Tổng cộng           | Tổng cộng             | 34                    | 1                     | 3            | 0            | 10          | 0           | 1             | 0             | 48   | 1    |
| Tổng cộng sự nghiệp | Tổng cộng sự nghiệp | Tổng cộng sự nghiệp   | 144                   | 1                     | 15           | 0            | 20          | 0           | 2             | 0             | 181  | 1    |

### Đội tuyển quốc gia
Tính đến 11 tháng 6 năm 2019 
| Đội tuyển Ý | Đội tuyển Ý | Đội tuyển Ý |
| Năm         | Số trận     | Bàn thắng   |
| ----------- | ----------- | ----------- |
| 2013        | 8           | 0           |
| 2014        | 8           | 0           |
| 2015        | 6           | 0           |
| 2016        | 8           | 0           |
| 2017        | 1           | 0           |
| 2018        | 6           | 0           |
| 2019        | 2           | 0           |
| Tổng        | 39          | 0           |

## Danh hiệu

### Câu lạc bộ
Milan
- Siêu cúp bóng đá Ý: 2011, 2016

Juventus
- Serie A: 2017–18, 2018–19, 2019–20
- Coppa Italia: 2017–18
- Siêu cúp bóng đá Ý: 2018

### Quốc tế
- Hạng ba FIFA Confederations Cup: 2013

### Cá nhân
- Đội hình tiêu biểu của Serie A: 2012–13[35]